# Carl Gregor Herzog zu Mecklenburg
Carl Gregor Herzog zu Mecklenburg (* 14. März 1933 in Remplin; † 23. Juli 2018 in Hechingen) war ein deutscher Musik- und Kunstwissenschaftler.

## Leben
Carl Gregor Herzog zu Mecklenburg, dessen Vater erst 1928 durch eine Adoption den Familiennamen Herzog zu Mecklenburg erhalten hatte, war das jüngste von vier Kindern von Georg Herzog zu Mecklenburg (1899–1963) – aus einer Nebenlinie des Hauses Mecklenburg-Strelitz – und Irene von Rajevsky (verwitwete Gräfin Tolstoi, 1892–1955). Schon sein Urgroßvater war ab 1850 in russischen Diensten. Die Eltern waren nach der Oktoberrevolution aus Russland geflohen und er wuchs im Schloss Remplin an der Mecklenburgischen Seenplatte auf, bis das Schloss 1940 einem Brand zum Opfer fiel. Die Familie war im Nationalsozialismus Repressalien ausgesetzt. Außerdem war der Vater Georg Herzog zu Mecklenburg 1920 zum Katholizismus übergetreten. Danach zog die Familie nach Berlin-Grunewald, und nachdem ihr Haus im Februar 1944 durch Bombenangriffe zerstört wurde, auf Einladung Margarethes von Hohenzollern, der Gattin des damaligen Chefs des Sigmaringer Hauses Friedrich von Hohenzollern, im März 1944 nach Sigmaringen.
Carl Gregor war schon über seine Eltern an Kunst und Musik interessiert und studierte ab 1954 Kunstwissenschaft, Musikwissenschaft und Geschichte am Zimmermannschen Konservatorium in Konstanz und an der Eberhard Karls Universität Tübingen, wo er 1964 mit dem Magister in Kunstgeschichte abschloss und 1968 promoviert wurde. Danach war er Assistent für Kunstgeschichte an der Technischen Hochschule Stuttgart und anschließend am Landesdenkmalpflegeamt in Tübingen. Von 1974 bis zu seiner Pensionierung 1992 war er Leiter des Diözesanmuseums in Rottenburg am Neckar, zu dem er auch einen Katalog verfasste.
Nach dem Tode seiner Mutter heiratete sein Vater 1956 Charlotte, Erzherzogin von Österreich (1921–1989), eine Tochter des letzten österreichischen Kaisers Karl I. und dessen Gattin Zita von Bourbon-Parma.
Seit 1965 war er mit Maria Margarethe Prinzessin von Hohenzollern (1928–2006) verheiratet, der Tochter des Franz Joseph Prinz von Hohenzollern-Emden (1891–1964) und dessen Ehefrau Maria Alix Prinzessin von Sachsen (1901–1990), die er seit seiner Jugend kannte.

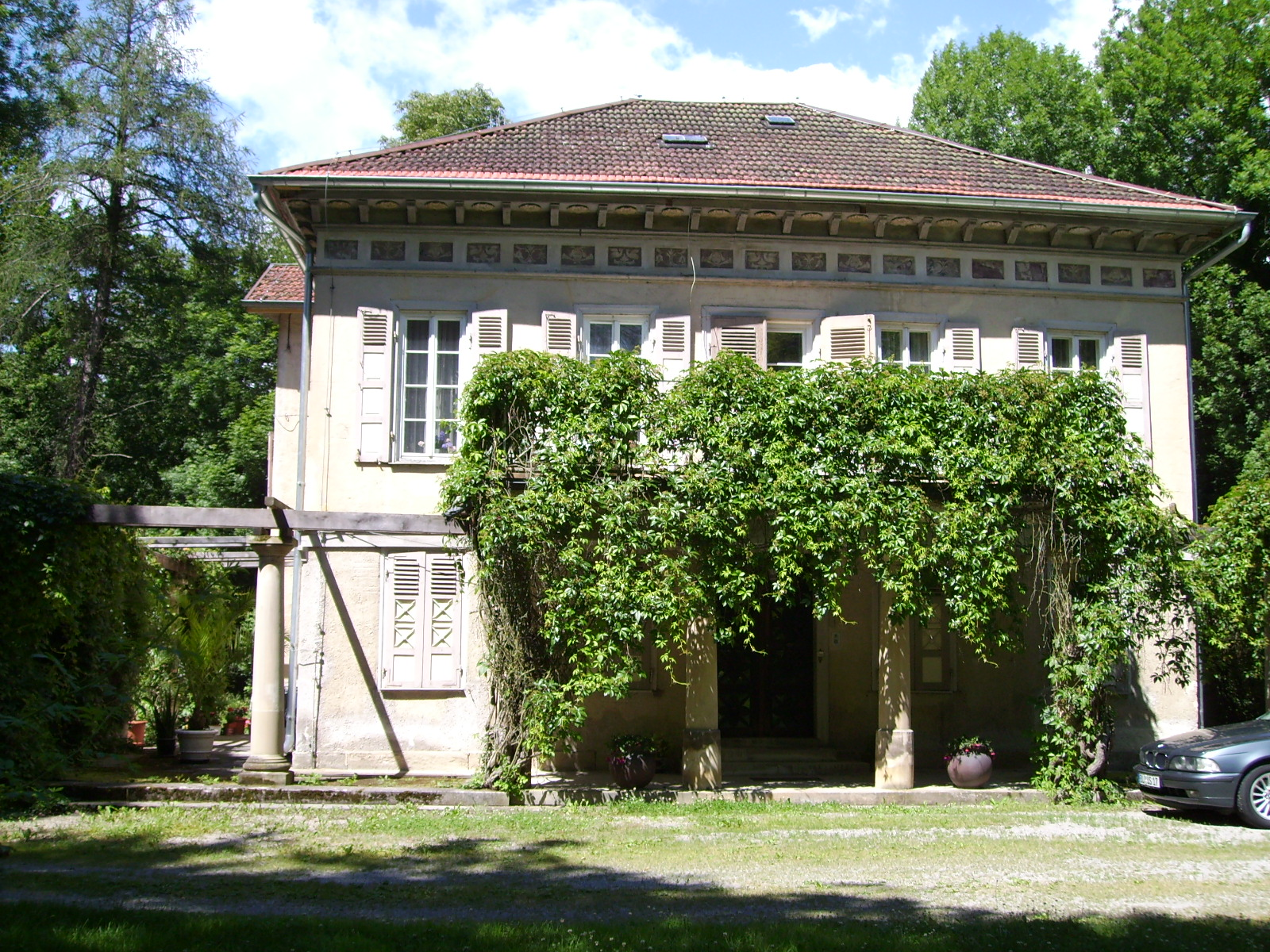
Villa Silberburg in Hechingen (2007)

Er lebte in der Villa Silberburg im Hechinger Fürstengarten. Die Ehe blieb kinderlos.

## Wirken
Der promovierte Kunstwissenschaftler war vor allem durch seine Bibliographien zur Jazzliteratur bekannt, die – ergänzt durch eigene Untersuchungen – in den beiden Büchern über Stilformen des Jazz kritisch ausgewertet werden. Er war schon seit seiner Jugend an Jazz interessiert und spielte als Schlagzeuger in einer Amateurband (J.C.Amateure), die u. a. im Hoftheater Sigmaringen auftrat. Den Beginn seiner wissenschaftlichen Beschäftigung mit Jazz machte er mit der Untersuchung Die Theorie des Blues im modernen Jazz mit Waldemar Scheck 1963. 1968 bis 1971 organisierte er in der Villa Eugenia, deren Erhalt er in den 1970er Jahren durch eine Bürgerinitiative sicherte, die Hechinger Jazzgespräche. Neben seinen Büchern zum Jazz verfasste er auch kunstgeschichtliche Werke und Bibliographien über den deutschen Adel (u. a. zu Romanen und Jagderinnerungen). Er ist auch als Maler hervorgetreten.

## Veröffentlichungen

### Musik
- Ägyptische Rhythmik. Rhythmen und Rhythmusinstrumente im heutigen Ägypten. Heitz, Straßburg/Baden-Baden 1960.
- Bibliographie einiger Grenzgebiete der Musikwissenschaft. Heitz, Baden-Baden 1962.
- [mit Waldemar Scheck:] Die Theorie des Blues im modernen Jazz. Heitz, Straßburg/Baden-Baden 1963; Koerner, Baden-Baden 1971. ISBN 3-87320-545-9
- International Jazz Bibliography. Jazz Books from 1919 to 1968. Heitz, Straßburg/Baden-Baden 1969.
  - 1970 supplement to International Jazz Bibliography & International drum & percussion bibliography. Universal-Edition, Graz/Wien 1971.
  - 1971/72/73 supplement to International jazz bibliography (ijb) & selective bibliography of some jazz background literature & bibliography of two subjects previously excluded. Universal-Edition, Graz 1975. ISBN 3-7024-0075-3
- Stilformen des Jazz. Vom Ragtime zum Chicago Stil. Universal-Edition, Wien 1973. ISBN 3-7024-0058-3
- Stilformen des modernen Jazz. Vom Swing zum Free Jazz. Koerner, Baden-Baden 1979. ISBN 3-87320-563-7
- mit Hans Hickmann: Catalogue d’enregistrements de musique folklorique égyptienne. Précédé d’un rapport préliminaire sur les traces de l’art musical pharaonique dans la mélopée de la vallée du Nil. Koerner, Baden-Baden 1979. ISBN 3-87320-537-8 (Erstveröffentlichung Verlag P. H. Heitz, Strasburg 1958.[5])
- mit Norbert Ruecker: International bibliography of jazz books. 2 Bände. Koerner, Baden-Baden. ISBN 3-87320-567-X
  - Vol. 1.: 1921–1949. 1983
  - Vol. 2.: 1950–1959. 1988

### Kunst
- Correggio in der deutschen Kunstanschauung in der Zeit von 1750 bis 1850. Mit besonderer Berücksichtigung der Frühromantik. Heitz, Baden-Baden/Straßburg 1970, ISBN 3-87320-347-2
- Flämische Jagdstilleben von Frans Snyders und Jan Fyt. Das Jagdstilleben als selbständige Bildgattung in seiner Blütezeit. Parey, Hamburg/Berlin 1970, ISBN 3-490-31311-9
- als Hrsg.: Das Diözesanmuseum in Rottenburg am Neckar. Gemälde und Plastiken. Katalog und stilkundlicher Führer. Bischöfliches Ordinariat, Rottenburg 1978
- Erlebnis der Landschaft und adliges Landleben. Einführungen und Bibliographien zum Verständnis der Landschaft und eines deutschen Standes von 1870 bis zur Gegenwart. Propyläen-Verlag, Frankfurt/Berlin/Wien 1979, ISBN 3-549-07386-0
- Garten und Landschaft gestern und heute. Zur Geschichte der Gefühle in der Natur. PES-Edition, Haigerloch 1984, ISBN 3-89076-001-5